# Brintesia
Brintesia is een monotypisch geslacht van vlinders in de familie Nymphalidae.

## Soorten
- Brintesia circe Fruhstorfer, 1911 - Witbandzandoog